# Princehofmolen
De Princehofmolen (Fries: Prinsehôfmûne) is een voormalige poldermolen nabij het Friese dorp Eernewoude, dat in de Nederlandse gemeente Tietjerksteradeel ligt.

## Beschrijving
De Princehofmolen, een spinnenkopmolen stond vroeger bij Fatum, een buurtschap ten zuiden van Tzum. Wanneer de molen oorspronkelijk werd gebouwd is niet bekend. In 1958 werd hij opgekocht door een bedrijf en herplaatst op zijn huidige locatie, ongeveer twee kilometer ten westen van Eernewoude. Hij staat daar op een dijkje tussen de Folkertssloot en het natuurgebied De Kooiplaats, dat deel uitmaakt van het Nationaal Park De Oude Venen. De Princehofmolen, die inmiddels particulier eigendom is, heeft daar geen functie, maar is in beginsel nog wel draaivaardig. Hij kan niet worden bezichtigd.